# Sambia

La Sambia è una penisola a nord-ovest di Kaliningrad

La Sambia (in russo: Земландский полуостров, Zemlandskij poluostrov) o Samland () è una penisola dell'Oblast di Kaliningrad, in Russia, sulla costa sud-orientale del Mar Baltico.

## Origine del nome
La Sambia prende il nome dai Sambiani, una tribù estinta di antichi prussiani. Samland è il tradizionale nome tedesco e olandese della penisola. In polacco e latino viene chiamata Sambia, mentre in lingua lituana il nome è Semba.

## Storia

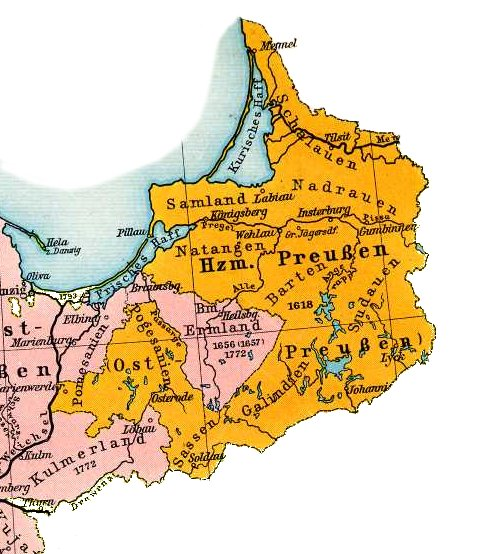
Samland all'interno del Ducato di Prussia, circa 1648

La Sambia era in origine popolata dai Sambiani. La regione fu poi conquistata dai Cavalieri Teutonici tedeschi nel XIII secolo e pertanto divenne, insieme alla Pomerania, alla Varmia e alla Terra di Chełmno, una delle quattro diocesi della Prussia nel 1243. I colonizzatori del Sacro Romano Impero iniziarono a stabilirsi nella regione, mentre i prussiani sambiani furono gradualmente assimilati. La penisola era la maggiore area in cui si parlava l'antico prussiano, prima di estinguersi all'inizio del XVIII secolo.
La penisola divenne parte del Ducato di Prussia quando lo Stato Monastico dei Cavalieri Teutonici fu secolarizzato nel 1525. Questo ducato fu ereditato dal Margraviato del Brandeburgo nel 1618, e i monarchi Hohenzollern proclamarono infine il Regno di Prussia nel 1701. La Sambia divenne parte delle Provincia della Prussia Orientale nel 1773. Con la creazione dell'Impero tedesco nel 1871, la Prussia completò l'unificazione della Germania.
Dopo la prima guerra mondiale, la Sambia e la Prussia Orientale divennero exclavi della Repubblica di Weimar. Nel 1945, dopo la seconda guerra mondiale, la Prussia Orientale fu spartita tra la Polonia e l'Unione Sovietica; la Sambia divenne parte dell'oblast di Kaliningrad (in lingua tedesca: Königsberg), e i suoi abitanti tedeschi furono espulsi. La regione fu in seguito ripopolata con russi e bielorussi.

## Geografia e geologia
Karl Baedeker descrive la Sambia come "un distretto fertile e boschivo, con parecchi laghi e che sorge a nord di Königsberg" (oggi Kaliningrad). Il punto più alto, 110 metri, si trova a 15 km a nord di Pereslavskoe (Drugehnen) nella stazione sciistica allora chiamata Galtgarben.. Esisteva anche una stazione ferroviaria nella Sambia; oggi, la stazione di Pereslavskoe sorge sulla ferrovia "Freccia Blu" da Kaliningrad a Svetlogorsk.

### Ambra
L'ambra si trova nella regione da circa mille anni, specialmente sulla costa presso Kaliningrad. Nel 1900, l'ambra era principalmente esportata verso l'est, per la creazione di pipe e ornamenti. Fino al 1918, il diritto di raccogliere l'ambra era ristretto alla dinastia Hohenzollern del Regno di Prussia; ai visitatori della Sambia era vietato portare via anche un solo frammento di materiale. Si dice che nel passato sia esistita una via dell'ambra dagli insediamenti prussiani di Kaup (in Sambia) e Truso (presso Elbląg) verso il Mar Nero e ancora verso est.